# GSE (Schulfach)
Das Unterrichtsfach Geschichte/Sozialkunde/Erdkunde (GSE) ist eine Synthese aus den drei Fächern Geschichte, Erdkunde und Sozialkunde an bayerischen Mittelschulen, vergleichbar dem Fach Gesellschaftslehre in anderen Bundesländern. Es ist in Bayern ein Pflichtfach und wird an keiner der anderen Schulformen wie Realschulen oder Gymnasien gelehrt.
Im Zeugnis taucht ebenfalls die Note für das gesamte Fach auf, nicht für jedes Gebiet einzeln.
GSE kann – wie PCB – als Prüfungsfach für den Qualifizierenden Hauptschulabschluss gewählt werden.
Für den Abschluss des Mittleren Bildungsabschlusses an bayerischen Mittelschulen ist GSE nicht prüfungsrelevant.